# 萨尔玛那萨尔一世
萨尔玛那萨尔一世（英語：Shalmaneser I）（？—前1245年），中亚述时期的亚述国王（公元前1275年—公元前1245年在位）阿达德尼拉里一世之子和继承人，曾大力强化亚述的霸业。他侵占卡帕多西亚，在卢哈开辟殖民地，袭击卡尔基米什、伊里迪和卡什阿里山区，重新打通西北部的主要商路。扩大疆界。同时，他在都城亚述尔大兴土木，修建许多宫殿和庙宇。他在尼尼微和尼姆鲁德的建筑物已部分发掘。
| 前任： 阿达德尼拉里一世 | 亚述国王 前1275年－前1245年 | 繼任： 图库尔蒂-尼努尔塔一世 |